# Creek Water
Creek Water (englisch für „Bachwasser“) ist das Debütalbum des US-amerikanischen Rappers Yelawolf. Es erschien am 23. Juni 2005 und wurde von ihm selbst, ohne Label, veröffentlicht.

## Inhalt
Auf seinem Debütalbum setzt sich Yelawolf unter anderem mit seinem Heimat-Bundesstaat Alabama und seiner Heimatstadt Gadsden auseinander, der das Lied G.A.D. gewidmet ist. Der Song Bible Belt umfasst die gesamten Südstaaten, die zum evangelisch-protestantischen Bibelgürtel gehören und geht auf die Probleme in dieser Region ein. In Makeup rappt Yelawolf hingegen über seine Vergangenheit, in der er die Schule abbrach und oft Suizidgedanken hatte. Doch seine Mutter als Vorbild und die Musik hielten ihn am Leben.
Mehrere Refrains werden von Yelawolf gesungen anstatt gerappt.

## Produktion
Das gesamte Album wurde von Wayne Bush produziert.

## Covergestaltung
Das Albumcover zeigt ein gemaltes Bild Yelawolfs, in dem dieser in einem grauen Hoodie rappt. Der Betrachter sieht ihn aus der Froschperspektive an. Im Hintergrund ist blauer Himmel zu sehen und im oberen Teil des Bildes befinden sich die weißen Schriftzüge Yela Wolf sowie Creek Water.

## Gastbeiträge
Acht der 16 Titel enthalten Gastauftritte anderer Künstler. Die Musiker Lil Jamie und Omar Cunningham sind im Intro zu hören, während G.A.D. eine Kollaboration mit den Rappern Big Henry und Shawty Fatt ist. Das Lied Breathe ist eine Zusammenarbeit mit den Rappern Ben Hameem, Fly Friday und Grip Plyaz, wobei ersterer ebenfalls auf den Songs Ride Down the Highway und Soul Everyday vertreten ist. Grip Plyaz ist außerdem auf dem Track Fifty zu hören. Des Weiteren sind zwei Skits von Fitz und Salik enthalten.

## Titelliste
| #  | Titel                     | Gastbeiträge                          | Länge |
| -- | ------------------------- | ------------------------------------- | ----- |
| 1  | Intro                     | Lil Jamie und Omar Cunningham         | 4:18  |
| 2  | Creek Water               |                                       | 4:17  |
| 3  | G.A.D.                    | Big Henry und Shawty Fatt             | 4:22  |
| 4  | Fitz’ Spoken Word         | Fitz                                  | 1:04  |
| 5  | Won’t Stop                |                                       | 4:33  |
| 6  | Dare He Go                |                                       | 4:16  |
| 7  | Makeup                    |                                       | 3:55  |
| 8  | Pickin’ Shrooms Interlude |                                       | 0:55  |
| 9  | Breathe                   | Ben Hameem, Fly Friday und Grip Plyaz | 4:10  |
| 10 | Ride Down the Highway     | Ben Hameem                            | 3:58  |
| 11 | Bible Belt                |                                       | 4:18  |
| 12 | Salik’s Spoken Word       | Salik                                 | 1:12  |
| 13 | Sleeping Beauty           |                                       | 5:13  |
| 14 | Fifty                     | Grip Plyaz                            | 3:50  |
| 15 | Soul Everyday             | Ben Hameem                            | 5:06  |
| 16 | It Ain’t Over             |                                       | 4:28  |